# Tiny Toon Adventures: Buster Busts Loose!
Tiny Toon Adventures: Buster Busts Loose!, i Japan endast Tiny Toon Adventures, är ett SNES-spel baserat på den tecknade TV-serien  Tiny Toon Adventures. Det utvecklades och utgavs av Konami 1992.

## Handling
Spelet utspelar sig på fem olika banor, förlagda till ett universitet, Vilda västern, ett spökhus, en amerikansk fotbolls-plan, där man skall göra en touchtown, innan spelet fortsätter bland molnen samt i rymden. Dessutom finns det bonusbanor.

### Fotnoter
1. ↑  ”Tiny Toon Adventures” (på svenska). Nintendomagasinet (Kungsbacka: Atlantic) (6 1993):  sid. 2-4 (Power Player). juni 1993. Läst 19 april 2014.